# George Davis (Politiker)

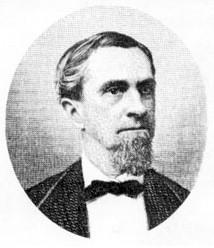
George Davis

George Davis (* 1. März 1820 im New Hanover County, North Carolina; † 23. Februar 1896 in Wilmington, North Carolina) war ein US-amerikanischer Politiker und letzter Justizminister der Konföderierten Staaten von Amerika. Seine Familie lebte seit mehr als einem Jahrhundert im Cape Fear District.

## Herkunft und Werdegang
Davis war der Sohn von Thomas Frederick Davis und seiner Frau Sarah Isabella (geb. Eagles). Er graduierte 1838 als erster seiner Abschlussklasse auf der University of North Carolina und eröffnete zwei Jahre später eine Anwaltskanzlei in Wilmington, wo er sich bald einen beachtlichen Ruf als Jurist erwarb. Aus seiner am 17. November 1842 mit Mary A. Polk geschlossenen Ehe entstammte ein Sohn. Nach ihrem Tod heiratete er am 9. Mai 1866 Monimia Fairfax. Sein Bruder war Bischof der Episkopalkirche von North Carolina.

## Politische Laufbahn
Vor dem Krieg war Davis überzeugter Whig in einer mit den Demokraten sympathisierenden Gruppe und lehnte die Übernahme jeglicher Ämter ab, obwohl er 1848 zum Kandidaten für die Gouverneurswahlen hätte nominiert werden können. Er war anfangs gegen die Sezession. Deshalb war er auch Anfang 1861 einer der Delegierten auf der erfolglosen Friedenskonferenz in Washington. Aber am 2. März 1861 drängte er zur Sezession und half, den Cape Fear Distrikt hinter den Kriegsanstrengungen zu vereinen.

## Sezessionszeit
Als Mitglied des Provisorischen Konföderiertenkongresses unterstützte er im Jahr 1861 Maßnahmen, die die Besitzanteile schützen sollten. Er saß auch für North Carolina von 1862 bis 1864 im CS-Senat, wo er Vorsitzender im Ausschuss für Ansprüche war, und auch in den Ausschüssen für Bauten, für Finanzen, für Angelegenheiten der Marine und für Besprechungen saß. Weil er ein Demokrat und Unterstützer der Sezession wurde, scheiterte er in der Wiederwahl für den CS-Kongress gegen William Alexander Graham, einem unionistischen Whig. Die anderen ehemaligen Whigs in der NC-Delegation für den Kongress nannten ihn einen „Schlachtenbummler der Übereiltheit“ („Camp follower of the precipitators“), d. h. einer von denen, die den Krieg mitverursacht haben. Allerdings muss man fairerweise sagen, dass er einer der entschlossensten konföderierten Nationalisten in Florida war. Die meisten seiner Gesetzentwürfe, die er vorlegte, zielte auf die Schaffung einer größtmöglichen und so effektiv wie möglichen Armee. Mit Ausnahme seines extremen Konservativismus in finanziellen Angelegenheiten wurde er von der konföderierten Zentralregierung unterstützt. Er war in Wirklichkeit einer der nur vier CS-Senatoren, die gewillt waren, einem Obersten Gerichtshof die Rechtsmittel über dem Zuständigkeitsbereich der Gerichtshöfe der Staaten zuzubilligen.
Präsident Jefferson Davis, für den es ein charakteristischer Zwang war, eine loyale, lahme Ente zu belohnen, machte ihn am 4. Januar 1864 zum Justizminister. Er hielt sich gut als Minister, obwohl er die meiste Zeit als Berater für den Präsidenten und der anderen Kabinettsmitglieder fungierte. Er schrieb selten Gutachten, in denen er aber die Ansprüche der Einzelstaaten favorisierte, und wurde außerdem ein kompromissloser Südstaatennationalist. Immer wieder ergriff er Partei auf Seiten des Präsidenten gegen den Kongress. Er trat am 27. April 1865 von seinem Amt zurück.
Er verließ den CS-Präsidenten auf dessen Flucht in Charlotte. Er hatte nicht den geringsten Zweifel, dass Unionstruppen ihn verhaften wollten. Deshalb verließ er North Carolina. Am 3. Juni 1865 erreichte er die Plantage seines Cousins in nördlichen Zentralflorida. Von dort ging er nach Gainesville und Ocala in Florida. Er wanderte fast drei Monate durch das Sumter County, um letztgenannte Stadt, die sehr weit am Rande der Zivilisation lag, zu erreichen. Als er hörte, dass ein Boot nach Nassau, Bahamas die Hafenstadt New Smyrna verlassen würde, eilte er dorthin und heuerte auf diesem Schiff an, um für seine Passage mit Arbeit zu bezahlen. Jenes war aber zu klein und nicht seetüchtig genug, um die Überfahrt zu den Bahamas wegen des stürmischen Atlantik zu wagen. Stattdessen segelte das Schiff mit ihm am 18. Oktober 1865 an der Küste hinab nach Key West. Dort hätte sich der ehemalige Justizminister eine Schiffspassage ins Ausland besorgen können. Als er aber erfuhr, dass bereits einige CS-Kabinettsmitglieder, die interniert worden waren, wieder frei waren, beschloss auch er zu kapitulieren.
Während er auf eine Möglichkeit wartete, wieder nach Norden zu segeln, wurde er erkannt und arretiert. obwohl er nicht wusste, was sein zukünftiges Schicksal sein würde, erleichterte ihn die Tatsache, dass er nun das Leben eines heimatlosen Wanderers und Flüchtlings hinter sich gelassen hatte. Für Gründe, die seiner Meinung nach nur „Gott und die Republikanische Partei“ kannten, wurde er als Gefangener nach New York City ins Fort Lafayette gebracht, obwohl die meisten anderen Mitglieder des CS-Kabinetts bereits wieder frei waren. Er wurde aber erst am 1. Januar 1866 aus der Haft entlassen.

## Nachkriegszeit
Davis kehrte nach seinem Treueeid für die Union wieder zu seiner Anwaltstätigkeit in Wilmington zurück, wo er als Rechtsberater bei der Atlantic Coast Line Railroad tätig war. Er mied es, öffentliche Ämter zu bekleiden, setzte aber seine Arbeit als erfolgreicher Anwalt fort. Auch hielt er Vorlesungen über die weitgehenden konföderierten Kriegsanstrengungen. 1878 lehnte er aus Geldgründen die Ernennung zum Präsidenten des Obersten Gerichtshofs von North Carolina ab. Er starb am 23. Februar 1896 in Wilmington und wurde dort auf dem Oak Dale Cemetery beigesetzt.